# BBS Kraftfahrzeugtechnik
BBS Kraftfahrzeugtechnik, nota semplicemente come BBS, è un'azienda tedesca di progettazione e costruzione di cerchioni per automobili ad alte prestazioni con sede a Schiltach, in Germania; le applicazioni di tali cerchi vanno dal motorsport, ai veicoli di serie e all'aftermarket.

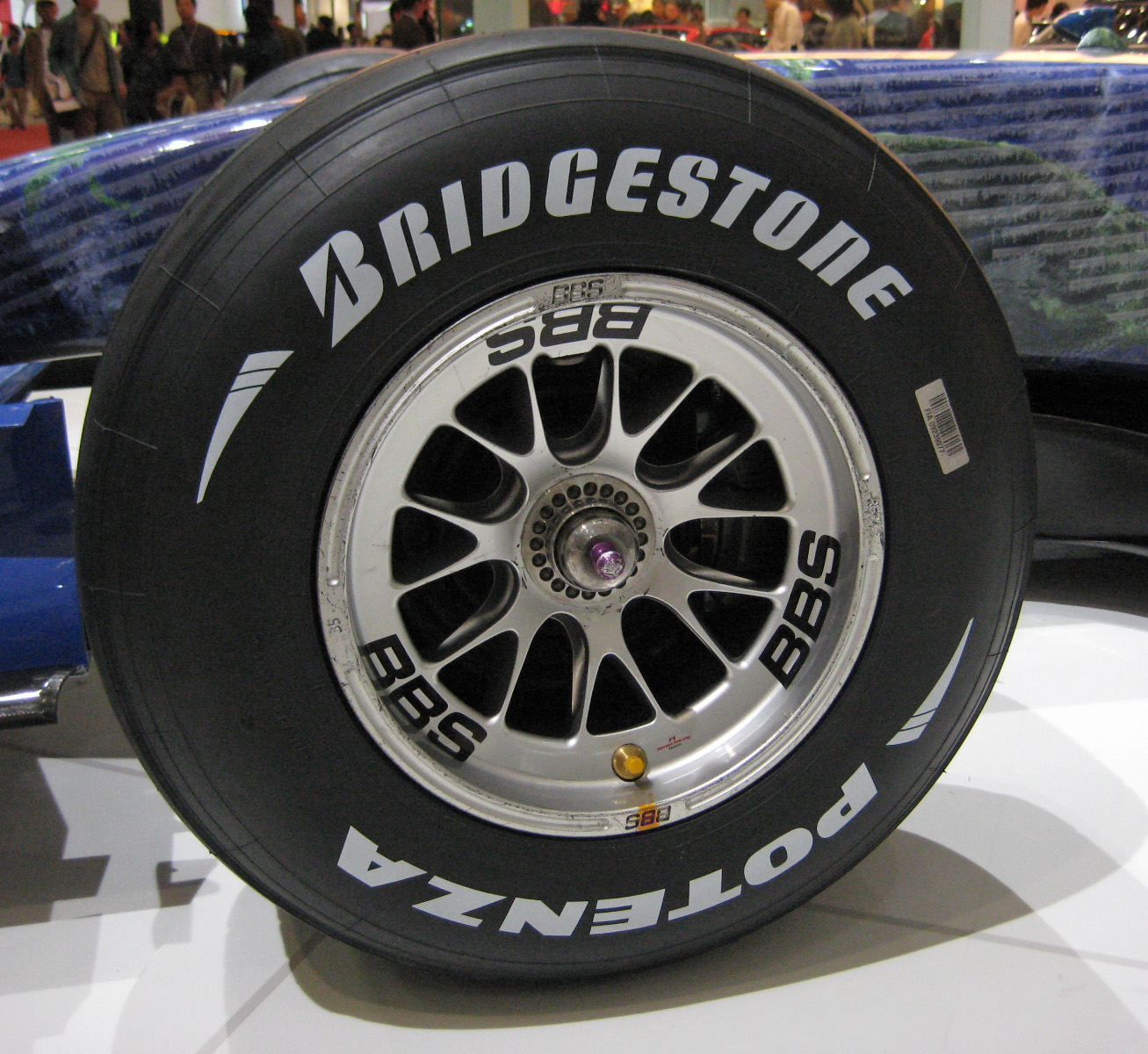
Cerchio BBS su una monoposto di F1

La BBS fornisce i propri cerchi anche a monoposto di Formula 1, come la scuderia Mercedes.

## Storia
È stata fondata nel 1970 a Schiltach, in Germania, da Heinrich Baumgartner e Klaus Brand come stabilimento di produzione di parti di carrozzeria in plastica. Le iniziali BBS sono basate sui cognomi dei due fondatori e della città in cui è stata fondata la società (Baumgartner, Brand, Schiltach).
Nel 2007, BBS è fallita ed è stata rilevata dalla società belga Punch International. A partire dal 1º luglio 2015, azionista di maggioranza è divenuta la Nice Corp, società della Corea del Sud.